# I. e. S.
Die Abkürzung i. e. S. steht für im engeren Sinn(e), im engen Sinn(e) oder im engsten Sinn(e) und dient als Ergänzung für Begriffe, die in der Wissenschaft oder auch umgangssprachlich mehrdeutig verwendet werden und durch diesen Zusatz in ihrer Bedeutung eingeschränkt werden. Gleichbedeutend sind i. eng. S. für im engeren Sinne und s. str., s. st., s. s. für sensu stricto.
Der Gegensatz bedeutet i. w. S. im weiteren Sinn(e) oder im weiten Sinn(e).
Meist tauchen die Abkürzungen i. w. S. und i. e. S. in Erklärungen oder Definitionen gemeinsam auf, um die inhaltliche Mehrdeutigkeit eines Begriffs näher zu erläutern.